# Cantonul Barlin
Cantonul Barlin este un canton din arondismentul Béthune, departamentul Pas-de-Calais, regiunea Nord-Pas-de-Calais, Franța.

## Comune
| Comune                 | Populație (1999) | Cod poștal | Cod INSEE |
| ---------------------- | ---------------- | ---------- | --------- |
| Barlin                 | 7 925            | 62620      | 62083     |
| Drouvin-le-Marais      | 404              | 62131      | 62278     |
| Gosnay                 | 1 195            | 62199      | 62377     |
| Haillicourt            | 5 007            | 62940      | 62400     |
| Hesdigneul-lès-Béthune | 771              | 62196      | 62445     |
| Houchin                | 683              | 62620      | 62456     |
| Ruitz                  | 1 582            | 62620      | 62727     |
| Vaudricourt            | 867              | 62131      | 62836     |